# Haminaholma (ö i Finland)
Haminaholma är en ö i Finland. Den ligger i Skärgårdshavet och i kommunen Gustavs i den ekonomiska regionen  Nystadsregionen i landskapet Egentliga Finland, i den sydvästra delen av landet. Ön ligger omkring 59 kilometer väster om Åbo och omkring 210 kilometer väster om Helsingfors.
Öns area är 11,6 hektar och dess största längd är 0,6 kilometer i nord-sydlig riktning. Ön höjer sig omkring 15 meter över havsytan.